# Professor Pinheiro
Francisco José Pinheiro (Jaguaribe, 28 de setembro de 1954), mais conhecido como Professor Pinheiro, é um historiador e político brasileiro filiado ao Partido dos Trabalhadores. Foi vice-governador do Estado do Ceará no primeiro mandato do governador Cid Gomes. Foi secretário de Cultura do estado do Ceará. 

## Biografia
É doutor em História Social pela Universidade Federal de Pernambuco e professor do departamento de História da Universidade Federal do Ceará, onde graduou-se. É especialista em História da Igreja na América Latina pela Pontifícia Universidade Católica de São Paulo. Foi presidente da Associação dos Docentes da UFC, vereador de Fortaleza e presidente do diretório municipal do Partido dos Trabalhadores por dois mandatos. Foi também secretário da Regional IV na primeira gestão da prefeita Luizianne Lins.
Alfabetizou-se no Grupo Escolar Raul Barbosa em Jaguaribe. Cursou o ensino fundamental em Várzea Alegre e Lavras da Mangabeira, ambos no Ceará, retornando a Jaguaribe para cursar o ensino médio no Colégio Clóvis Beviláqua. Concluiu os estudos em 1971 no Colégio Farias Brito, em Fortaleza.
É casado com Margarida de Lima Pompeu, médica e também doutora e professora da Universidade Federal do Ceará, no Departamento de Patologia e Medicina Legal. Tem quatro filhos: Heráclito Aragão Pinheiro, Francisco Pablo Aragão Pinheiro, Iago Domingos Bezerra Pinheiro e Alpha Manoela Pompeu Pinheiro.